# Elisabet d'Aragó i d'Anjou
Elisabet d'Aragó i d'Anjou (1302 - Estíria 1330), princesa d'Aragó i reina consort d'Alemanya (1315-1330).

## Orígens familiars
Filla del comte de Barcelona i rei d'Aragó Jaume II el Just i la seva segona muller, Blanca de Nàpols. Era neta per línia paterna del rei Pere el Gran i Constança de Sicília, i per línia materna del rei Carles II de Nàpols i Maria d'Hongria.
Fou germana del comte-rei Alfons el Benigne, els comtes Pere IV de Ribagorça i Ramon Berenguer I d'Empúries, entre d'altres.

## Núpcies i descendents
L'11 de maig de 1315 es va casar amb el rei d'Alemanya Frederic I d'Habsburg, entre el 1314 i el 1330. D'aquesta unió nasqueren:
- Frederic d'Habsburg (1316-1322)
- Elisabet d'Habsburg (1317-1336)
- Anna d'Habsburg (1318-1343), casada el 1328 amb el duc Enric II de Baviera

Elisabet d'Aragó morí el 12 de juliol de 1330, sis mesos després que el seu marit.